# Stigmella lediella
Stigmella lediella là một loài bướm đêm thuộc họ Nepticulidae. Nó được tìm thấy ở Fennoscandia to Anpơ. Nó cũng có mặt ở Nhật Bản.
Sải cánh dài 5–6 mm.
Ấu trùng ăn Rhododendron tomentosum. Chúng ăn lá nơi chúng làm tổ. 